# Smyk (samochód)

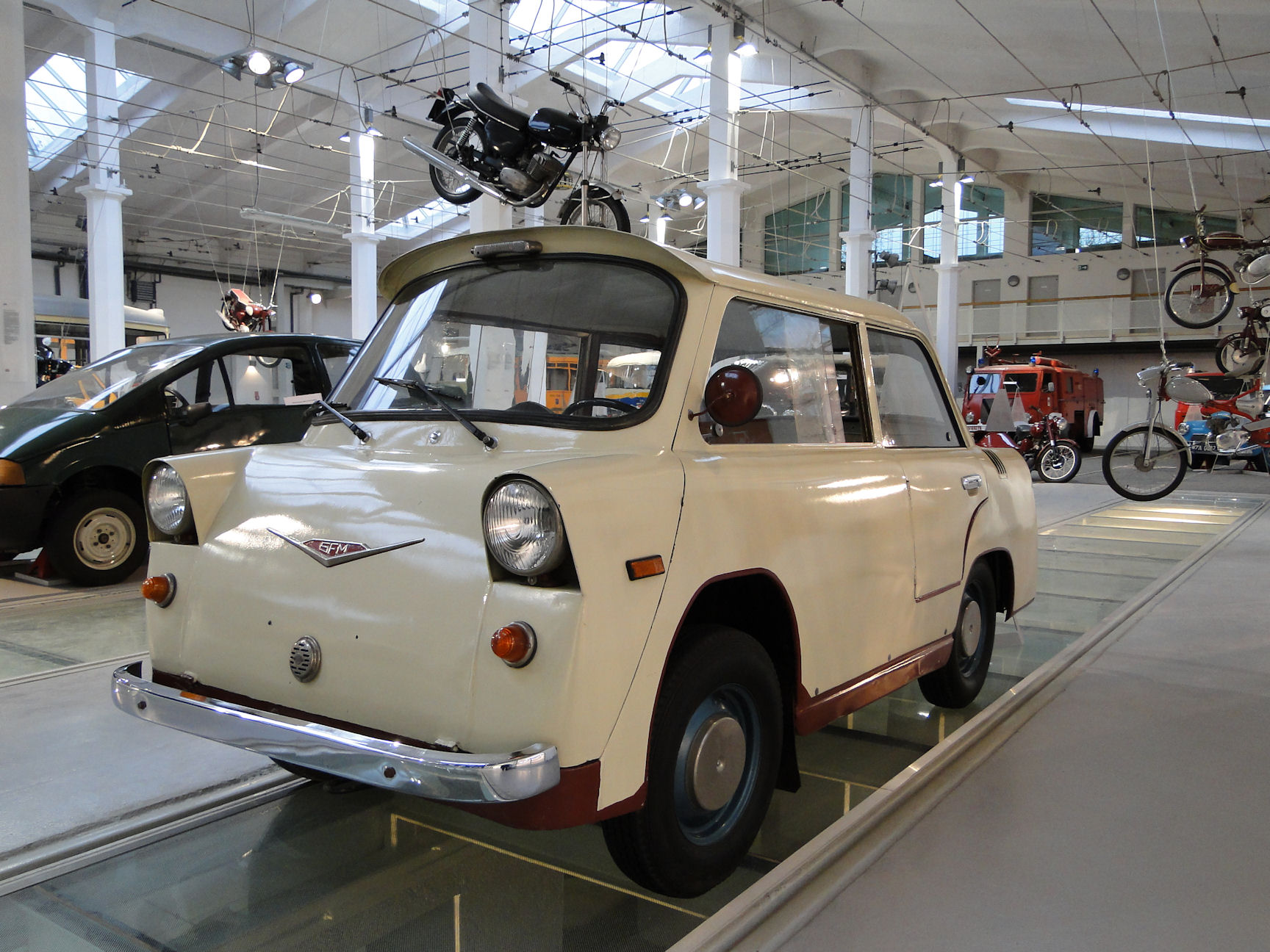
Smyk – eksponat w Muzeum Techniki i Komunikacji w Szczecinie

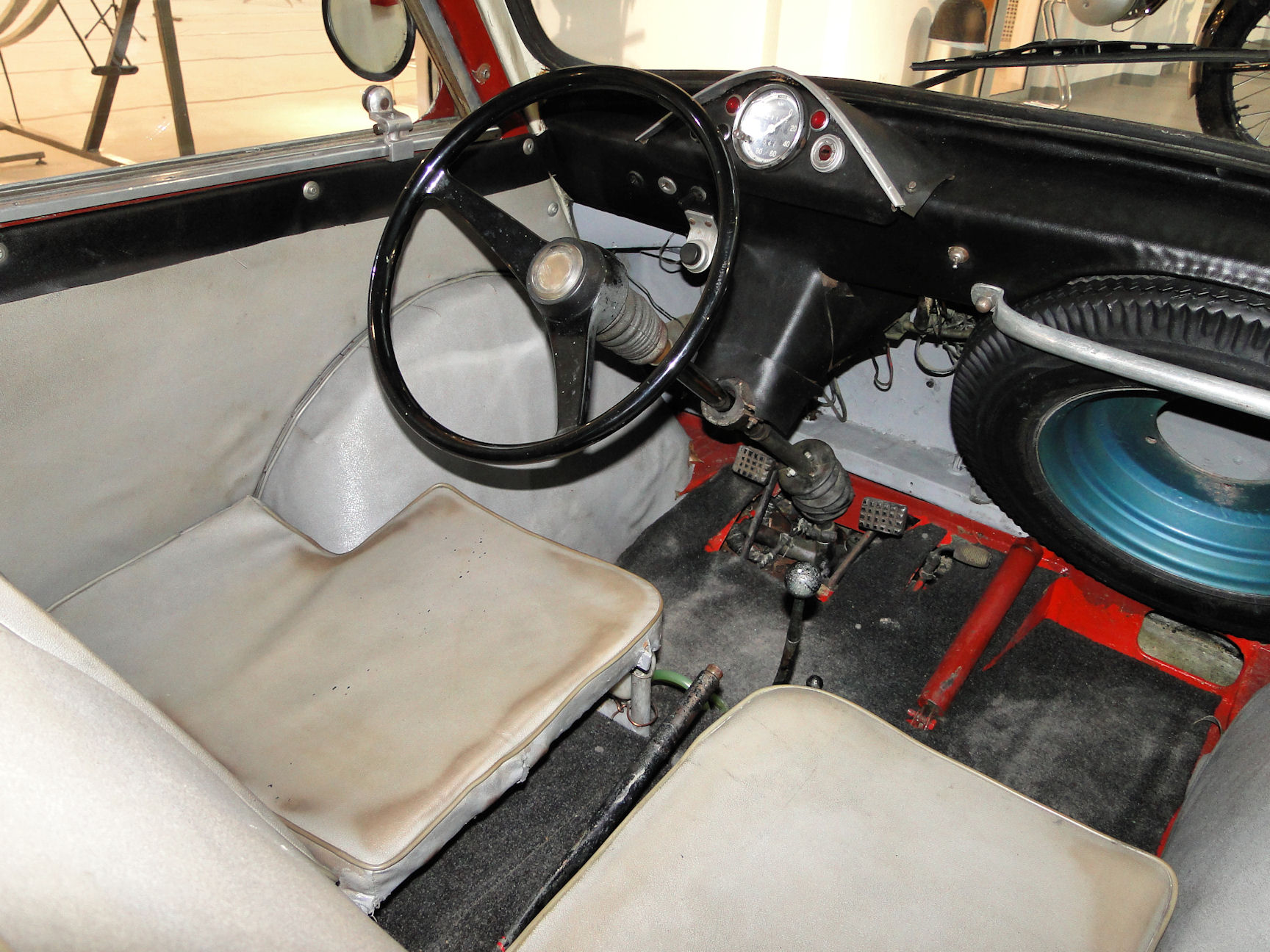
Stanowisko kierowcy

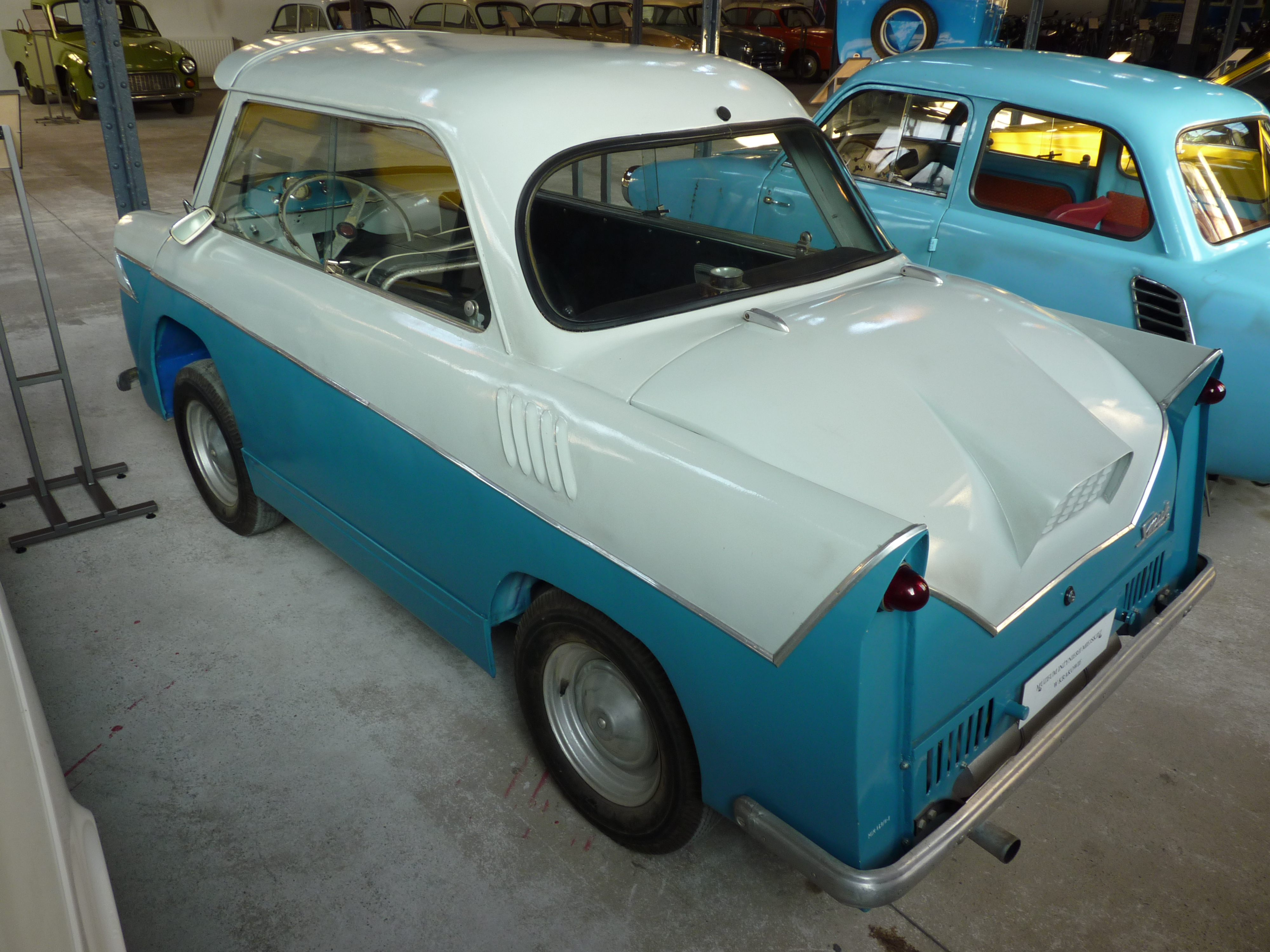
SFM Smyk B30 w Muzeum Inżynierii Miejskiej w Krakowie

Smyk – prototypowy polski mikrosamochód opracowany w 1957 roku w warszawskim Biurze Konstrukcyjnym Przemysłu Motoryzacyjnego.

## Koncepcja
W założeniach powstać miał możliwie najtańszy mikrosamochód mieszczący cztery osoby w systemie 2+2, tj. dwie osoby dorosłe i dwoje dzieci. Dojście do tylnego siedzenia było możliwe tylko po złożeniu przedniego siedzenia pasażera. Za drzwi służyła odchylana (ku dołowi) pokrywa przednia, by boki karoserii mogły przenosić obciążenia, zaś sam kształt karoserii nie wymagał głębszego wytłaczania. Samochód nie posiadał bagażnika, zaś na desce rozdzielczej znalazły się tylko prędkościomierz, kontrolka ładowania akumulatora i przełącznik kierunkowskazów z kontrolką.
Jako napęd prototypowych pojazdów służył silnik od motocykla Junak M07 z zamontowanym dynamostarterem oraz dmuchawą. Zastosowano niezależne zawieszenie dla wszystkich czterech, dwunastocalowych kół: poprzecznie ułożone drążki skrętne. Koła montowane były z dwóch części, z czego wewnętrzna, z metali lekkich służyła jednocześnie za piastę koła, zaś zewnętrzna, stalowa za koło właściwe. Wybudowano także Smyka z karoserią z trójwarstwowych laminatów.
Planowano rozpocząć produkcję Smyka w Szczecinie, jednak do produkcji seryjnej zatwierdzono samochód Mikrus MR-300. Smyk został wyprodukowany przez SFM tylko w serii próbnej w liczbie 17 egzemplarzy (niektóre źródła podają 20 egzemplarzy).
Projektantami pojazdu byli:
- inż. Karol Wójcicki
- inż. arch. Janusz Zygadlewicz
- inż. Andrzej Zgliczyński

Z projektem współpracowali:
- inż. Kończykowski, Ossowski, Sawicki, Zaręba, Sitnicki i inni.

## Szczegółowe dane techniczne
- Silnik S 03
  - Pojemność skokowa: 349 cm³
  - Średnica cylindra x skok tłoka: 75 × 75 mm
  - Stopień sprężania: 6,8
  - Moc maksymalna: 15 KM (11 kW) przy 5500 obr./min
  - Maks. moment obrotowy: 24 Nm przy 4000 obr./min

- Podwozie
  - Zawieszenie: niezależne dla wszystkich kół
  - Hamulce przód/tył: bębnowe 200 mm/bębnowe 200 mm

- Wymiary i masy
  - Rozstaw osi: 1700 mm
  - Rozstaw kół przód/tył: 1100/1100 mm
  - Masa własna: 470 kg[1]
  - DMC:
  - Pojemność bagażnika: brak
  - Pojemność zbiornika paliwa:

- Osiągi
  - Przyśpieszenie 0–100 km/h: –
  - Prędkość maksymalna: 70 km/h[1]
  - Zużycie paliwa: 5 l/100 km[1]

## Zachowane
- Muzeum Inżynierii Miejskiej w Krakowie
- Muzeum Techniki w Warszawie – 2 szt.
- Muzeum Techniki i Komunikacji w Szczecinie – 2 szt.
- W rękach prywatnych – ok. 5 szt.